# Мантінада
Мантінада (грец. μαντινάδα), множина мантінади (ісп. μαντινάδες) — мистецтво музичної декламації (речитатива) у формі оповіді або діалогу, що виконується в ритмі супровідної музики. Характерні для кількох регіонів Греції, особливо для острова Крит, де мантінади виконуються під акомпанемент критської ліри та критського лауто (струнний інструмент, що нагадує лютню). Слово походить від венеційського «матінада», що означає «ранкова пісня».
Типова мантінада складається з критських римованих куплетів, часто імпровізованих, що супроводжуються танцювальною музикою. Римована критська поезія епохи Відродження, особливо віршований епос Еротокріт, нагадує мантінаду, а куплети з Еротокриту використовувалися як мантінади. Темою мантінад є або кохання, або сатира. Вони незмінно складені у віршах «декапендасиллавос» (п'ятнадцятискладний-п'ятнадцяти складовий) і часто є антифонними, тобто вірш викликає відгук, який веде до іншого відгуку тощо.